# Allocerellus mimus
Allocerellus mimus är en stekelart som beskrevs av Prinsloo 1995. Allocerellus mimus ingår i släktet Allocerellus och familjen sköldlussteklar. Inga underarter finns listade i Catalogue of Life.